# Rimont
Rimont is een gemeente in het Franse departement Ariège (regio Occitanie) en telt 512 inwoners (2004). De plaats maakt deel uit van het arrondissement Saint-Girons.

## Geschiedenis
Rimont was onderdeel van het Saint-Girons tot dit op 22 maart 2015 werd opgeheven en de gemeente werd opgenomen in het op diezelfde dag gevormde kanton Couserans Est.

## Geografie
De oppervlakte van Rimont bedraagt 28,5 km², de bevolkingsdichtheid is 18,0 inwoners per km².
De onderstaande kaart toont de ligging van Rimont met de belangrijkste infrastructuur en aangrenzende gemeenten.

## Demografie
Onderstaande figuur toont het verloop van het inwonertal (bron: INSEE-tellingen).

Vanwege een beveiligingsprobleem met de MediaWiki Graph-software is het momenteel niet mogelijk deze grafiek weer te geven. Zodra de software is bijgewerkt zal de grafiek vanzelf weer zichtbaar worden.